# فرانك ديتريش
فرانك ديتريش (بالألمانية: Frank Dietrich)‏ (2 ديسمبر 1959 ببرلين الغربية - ) هو لاعب كرة قدم ألماني (وحمل سابقاً جنسية ألمانيا الغربية) في مركز الهجوم. لعب مع نادي أوسنابروك ونادي هرتا برلين وSCC Berlin ‏ وLichterfelder FC ‏ وتنس بوروسيا برلين وSpandauer SV ‏ وFüchse Berlin Reinickendorf ‏.

## وصلات خارجية
- فرانك ديتريش على موقع بيانات كرة القدم. دي إي (الألمانية)